# Успенское (Рузский городской округ)
Успенское — деревня сельского поселения Волковское Рузского района Московской области. Численность постоянно проживающего населения — 2 человека на 2006 год, в деревне числится 1 улица — Запрудная. До 2006 года Успенское входило в состав Никольского сельского округа.
Деревня расположена на северо-востоке района, в 33 километрах северо-восточнее Рузы, у границы с Истринским районом, у истока безымянного правого притока реки Рассоха, высота центра над уровнем моря 262 м.